# Bruvno
Bruvno este o arie protejată (sit de importanță comunitară — SCI) din Croația întinsă pe o suprafață de 117,64 ha, integral pe uscat.

## Localizare
Centrul sitului Bruvno este situat la coordonatele 44°21′51″N 15°51′32″E / 44.364292°N 15.858947°E.

## Înființare
Situl Bruvno a fost declarat sit de importanță comunitară în iulie 2013 pentru a proteja un număr necunoscut de specii din flora spontană și fauna sălbatică aflate în arealul zonei.

## Biodiversitate
Situată în ecoregiunea alpină, aria protejată conține 2 habitate naturale: Pajiști carstice calcaroase sau bazofile, de Alysso-Sedion albi, Pajiști uscate din regiunea submediteraneeană estică (Scorzoneratalia villosae).
La baza desemnării sitului se află un număr nedeclarat de specii protejate.